# اخنور
اخنور (به انگلیسی: Akhnoor) یک منطقهٔ مسکونی در هند است که در جامو و کشمیر واقع شده‌است.

## خصوصیات
اخنور ۱۱٬۲۲۵ نفر جمعیت دارد و ۳۰۱ متر بالاتر از سطح دریا واقع شده‌است.